# Obchodní dům Prior (Modřany)
Obchodní dům Modřany (nebo také Prior Modřany) byl obchodní dům budovaný původně pro značku Prior na Sofijském náměstí v pražských Modřanech. 

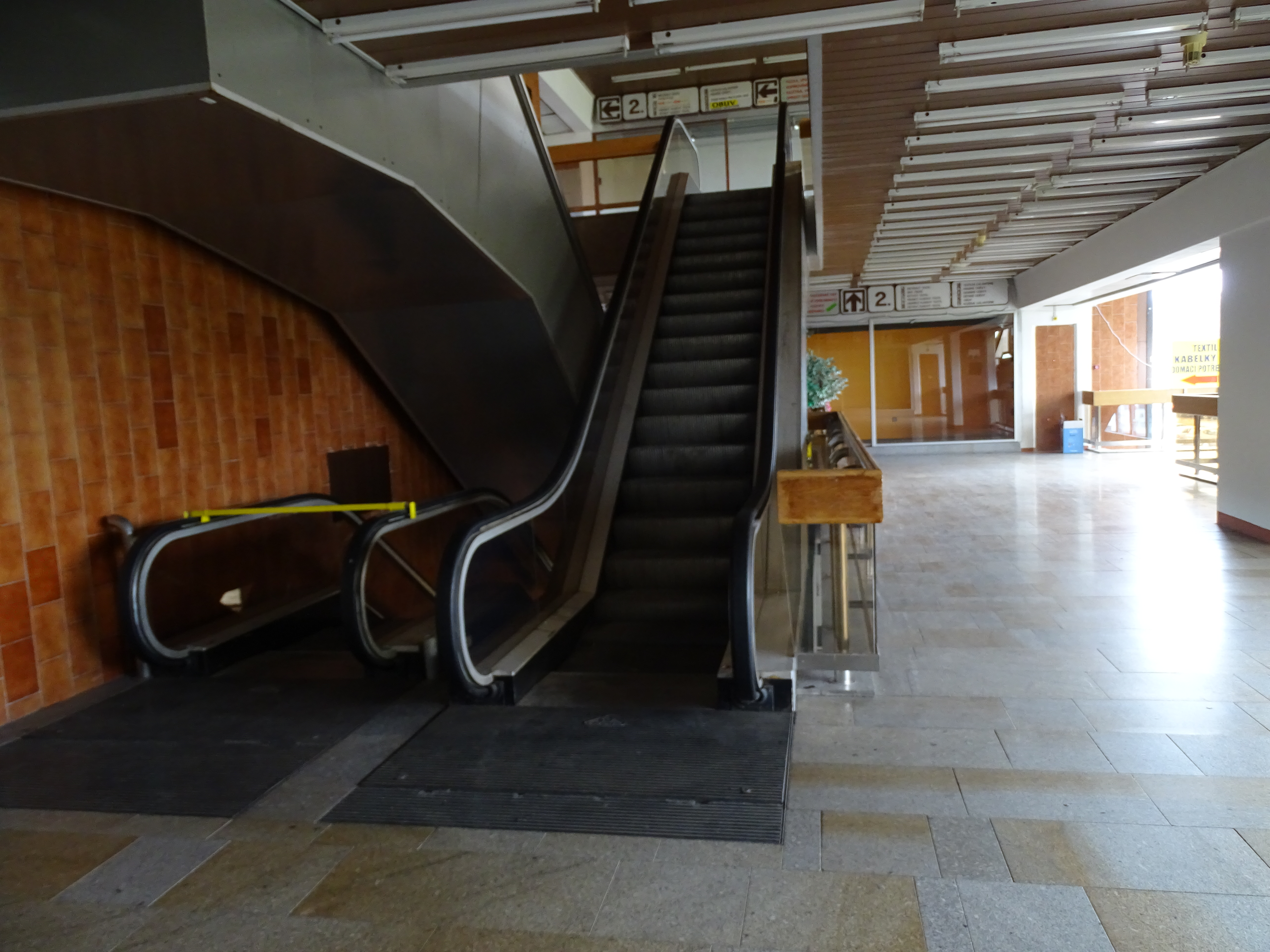
interiér

## Historie
V roce 1987 se z důvodu nedostatečného prostoru pro obchod a služby v Modřanech radní rozhodli pro výstavbu obchodního domu v tehdy novém modřanském centru – dnešním Sofijském náměstí. V roce 1988 výstavba podle projektu architektů Jiřího Kose a Františka Prajera započala a stavební firma Výstavba sídlišť po dokončení budovu měla převést na firmu Prior. Z důvodu nedostatku financí se stavba táhla až do roku 1991, kdy byla dostavěna a zkolaudována; firma Prior ale v té době již neexistovala a pět let (tzn. do roku 1995) zůstala budova nevyužita.
V  říjnu 1995 se do obchodního domu nastěhoval první obchod a postupně začala stavba sloužit svému původnímu účelu. Postupem času návštěvnost slábla a obchůdky zažívaly krach. V roce 2009 se část obchodů přesunula do nově zrekonstruované přízemní části, kde vznikla Pasáž Sofie, některé obchody se přesunuly na terasu protějšího Obchodního centra Modřany, některé zcela zanikly. Po rekonstrukci se do budovy měla přestěhovat Radnice Prahy 12, jiný návrh počítal se zbouráním a postavením zcela nové budovy radnice. Při té příležitosti se přízemí osadilo novou informační tabulí ÚMČ Prahy 12; ve vnitřní části přízemí bylo v prázdné vitríně instalováno vzpomínkové místo – Památník československého exilu. V roce 2017 se rozhodlo, že se radnice bude stavět na jiném pozemku (v roce 2021 byla Nová radnice Prahy 12 otevřena).
Po roce 2009 se v prázdných prostorech Prioru usadila vietnamská prodejna s různým sortimentem, ta zde vydržela až do léta 2020, poté byl Prior opět prázdný a uzavřený. Na podzim téhož roku se v budově usadil showroom prodejny s kočárky a jinými potřebami pro malé děti Babydráček.
V lednu 2020 radnice oznámila, že Magistrát hl. m. Prahy hledá koncesionáře Prioru a poté ho nechá rekonstruovat na moderní obchodní dům s přední občanskou vybaveností.